# Blaženice
Blaženice (Duits: Blaschenitz) is een Tsjechische plaats in de gemeente Rabyně, regio Midden-Bohemen, en maakt deel uit van het district Benešov. Het dorp ligt op 3,5 kilometer afstand van Rabyně.
Blaženice telt 64 inwoners (2024).

## Geschiedenis
De eerste schriftelijke vermelding van het dorp dateert van 1391.
Tijdens de Tweede Wereldoorlog maakte Blaženice onderdeel uit van het militaire oefenterrein van de Waffen-SS Beneschau. De inwoners moesten daarom op 15 september 1942 noodgedwongen verhuizen. Sinds 1960 is Blaženice volledig ondergebracht bij het district Benešov.

## Verkeer en vervoer

### Autowegen
Er leidt een regionale weg naar het dorp.

### Spoorlijnen
Er is geen station in Blaženice. Het dichtstbijzijnde station is in Krhanice, op zo'n twaalf kilometer afstand. Dat station ligt aan spoorlijn 210 Praag - Vrané nad Vltavou - Jílové u Prahy - Týnec nad Sázavou - Čerčany. Het vervoer op de lijn begon in 1897.

### Buslijnen
Er zijn twee bushaltes in en bij het dorp:
| Halte                     | Lijn(en) | Traject(en)                                          | Vervoerder(s)            |
| ------------------------- | -------- | ---------------------------------------------------- | ------------------------ |
| Rabyně, Blaženice         | 390 485  | Rabyně - Praag-Smíchovské Rabyně - Týnec nad Sázavou | Martin UHER CŠAD Benešov |
| Rabyně, Rozchod Blaženice | 390 485  | Rabyně - Praag-Smíchovské Rabyně - Týnec nad Sázavou | Martin UHER CŠAD Benešov |

## Bezienswaardigheden
- Dorpskapel

## Galerij

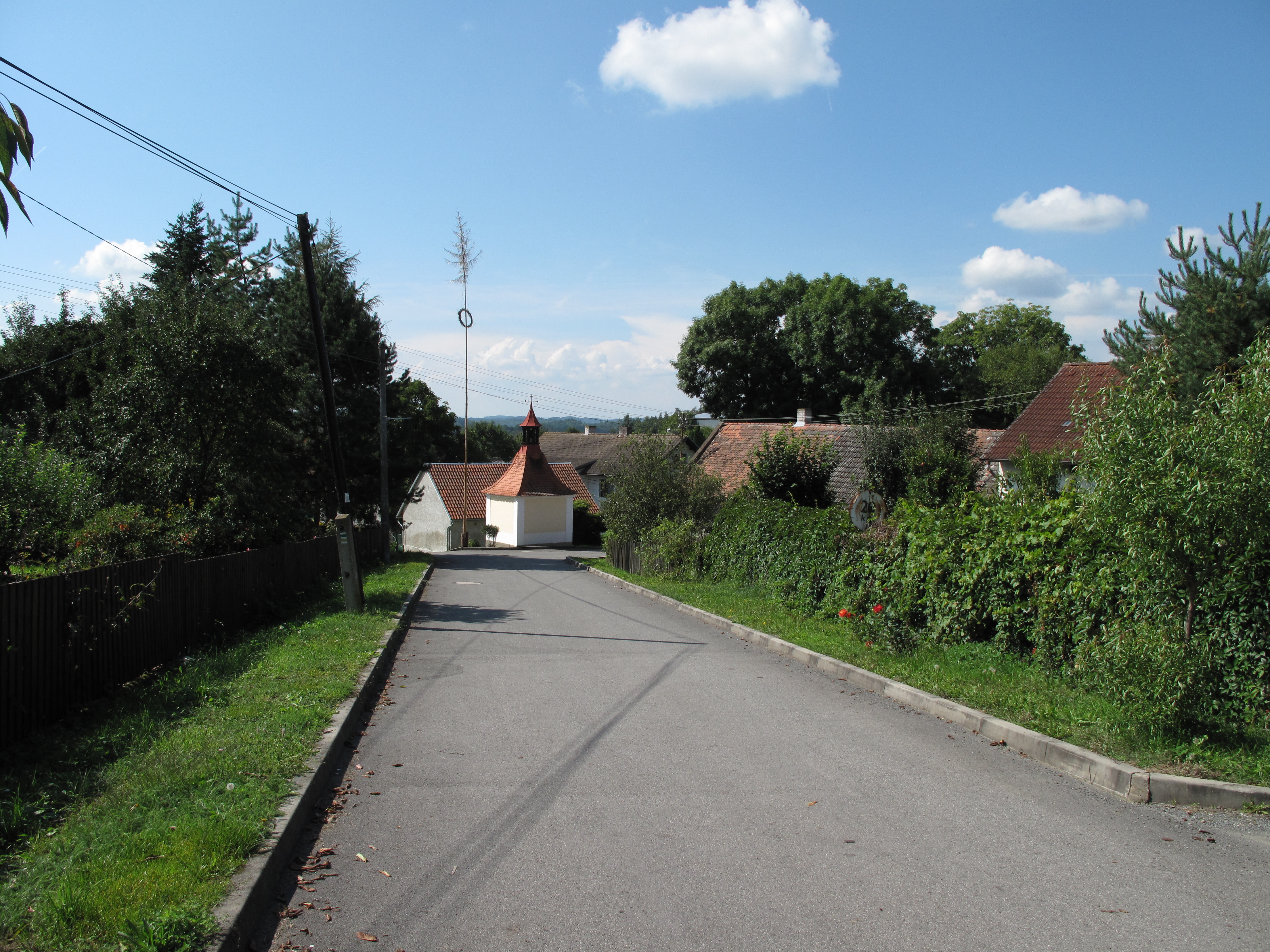
Dorpskapel (2014)
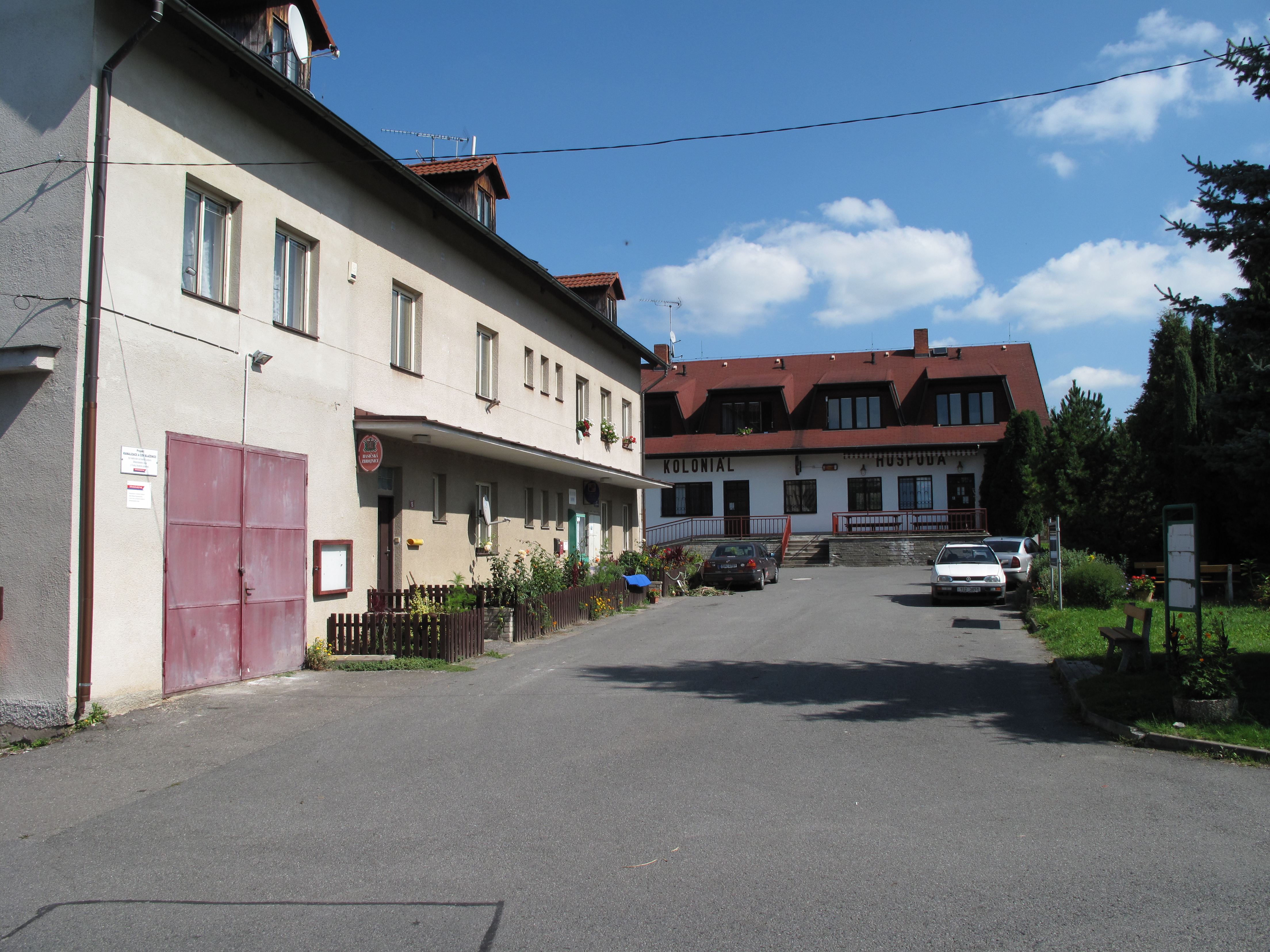
Gemeentehuis (2014)